# Nabopolassar
Nabopolassar (in accadico: Nabû-apal-usur; 658 a.C. circa – 605 a.C.) è stato un sovrano babilonese.
Fondatore della cosiddetta Dinastia caldea, nonché padre di Nabucodonosor II, Nabopolassar giocò un ruolo chiave nella caduta dell'Assiria, dopo la morte dell'ultimo grande sovrano assiro Assurbanipal.

## Biografia
Nabopolassar scatenò la rivolta contro l'Impero assiro (che aveva governato Babilonia nei precedenti due secoli) dopo la morte di Assurbanipal, avvenuta tra il 631 e il 627 a.C. In seguito al successo della sua rivolta, assunse il titolo di Re di Babilonia.
L'Assiria, minata da lotte interne ed orfana di Assurbanipal, non fu in grado di contrastare l'alleanza tra Caldei e Medi, i quali, dopo un lungo assedio, riuscirono a conquistare e saccheggiare la capitale assira Ninive nel 612 a.C.. Nabopolassar rimase a Ninive, mentre il suo esercito e i suoi alleati distrussero ciò che restava dell'esercito assiro a Karkemiš nel 609 a.C.
Nabopolassar intraprese la guerra contro l'Egitto a partire dal 610 a.C. fino alla sua morte. Nel 608 a.C. prese la città di Carre, roccaforte delle ultime forze assire scampate alla caduta di Ninive. Più tardi, nello stesso anno, suo figlio Nabucodonosor II continuò le ostilità contro l'Egitto governato dal faraone Necho II.
Dopo la sconfitta degli Assiri e dei loro alleati egizi, Nabopolassar abdicò in favore del figlio Nabucodonosor. Poco tempo dopo, nel 605 a.C., morì di cause naturali.